# Naskreckiella kalamboi
Naskreckiella kalamboi är en insektsart som beskrevs av Ünal 2005. Naskreckiella kalamboi ingår i släktet Naskreckiella och familjen vårtbitare. Inga underarter finns listade i Catalogue of Life.